# Jim Graham
James McMillan Nielson Graham (26 tháng 8 năm 1945 – 11 tháng 6 năm 2017) là một chính khách người Mỹ gốc Scotland và là thành viên Hội đồng Đặc khu Columbia. Ông là thành viên đảng Dân chủ đại diện cho Phường 1 ở Washington, D.C. từ năm 1999 đến 2015.

## Qua đời
Graham qua đời ngày 11 tháng 6 năm 2017 tại Bệnh viện Đại học George Washington do các biến chứng liên quan đến nhiễm trùng và biến chứng do rối loạn phổi tắc nghẽn mạn tính.